# 派达哥膜星虫
派达哥膜星虫（学名：Hymeniastrum pythagorae）为孔盘虫科膜星虫属的动物。分布于赤道大西洋以及中国东海等海域。